# Chiesa di Sant'Andrea (Nago-Torbole)
La chiesa di Sant'Andrea è la parrocchiale di Torbole, frazione-capoluogo del comune sparso di Nago-Torbole, in Trentino. Rientra nella zona pastorale di Riva e Ledro dell'arcidiocesi di Trento e risale al XII secolo.

## Storia

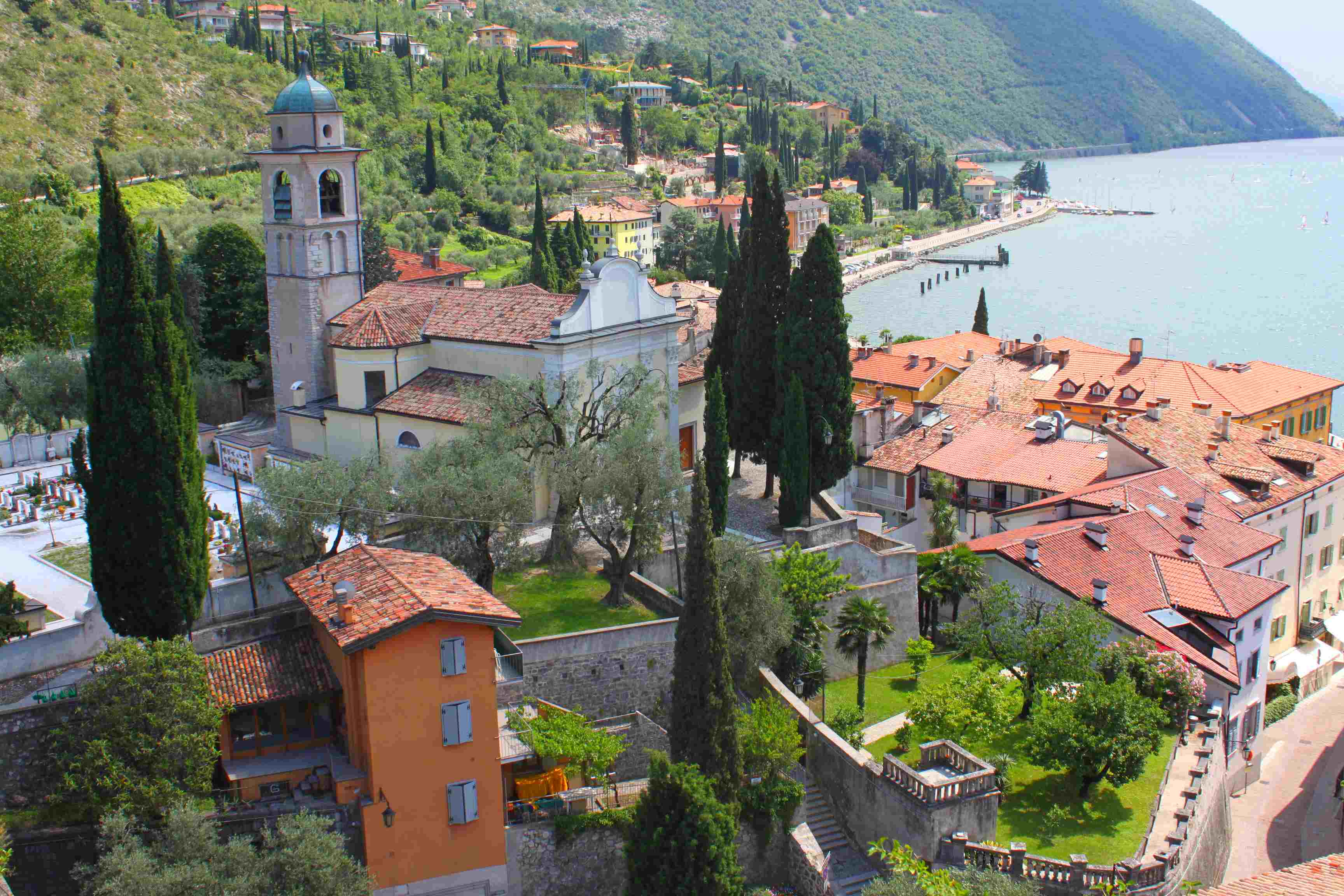
Vista della chiesa con la zona circostante

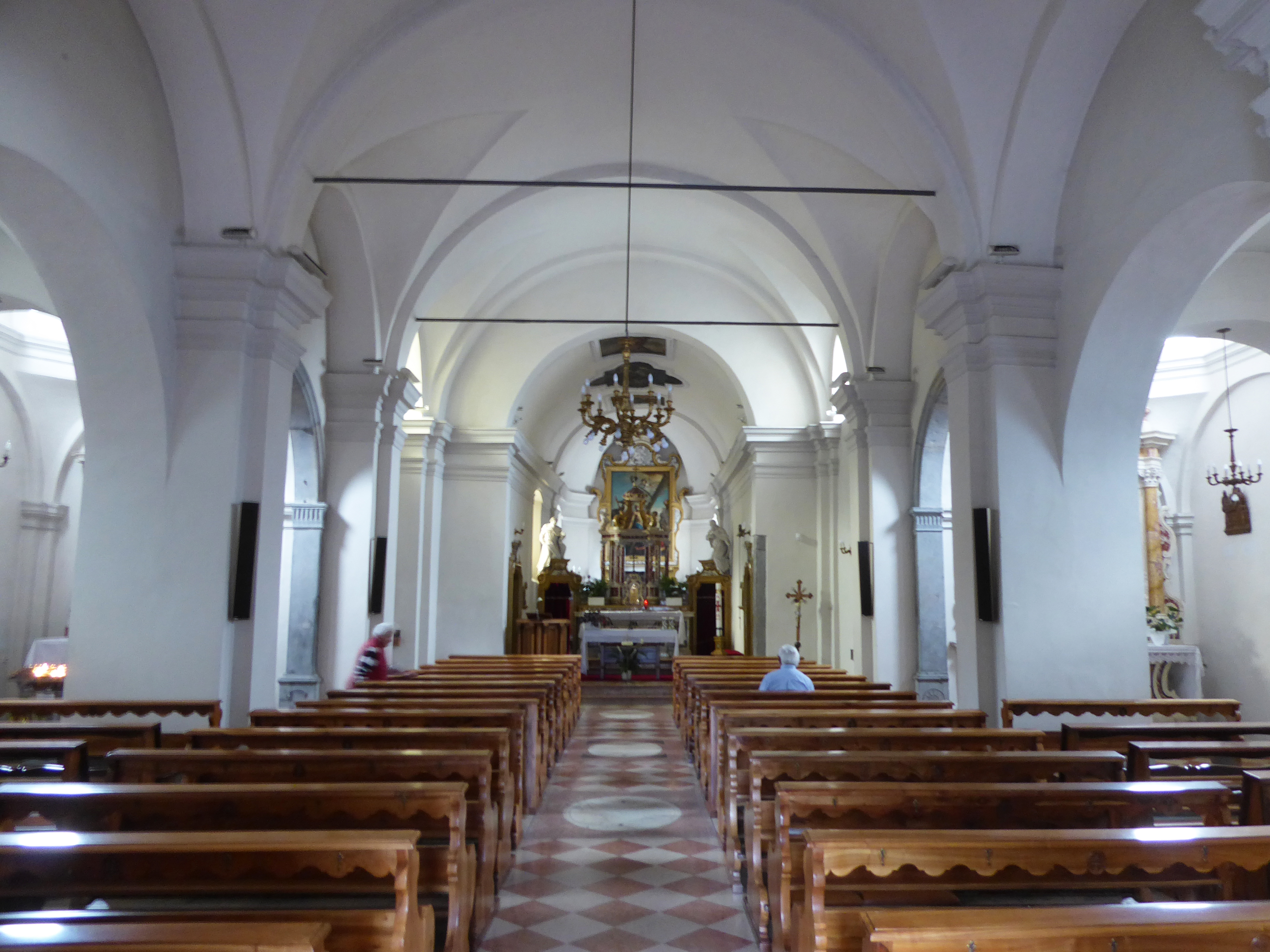
Interno

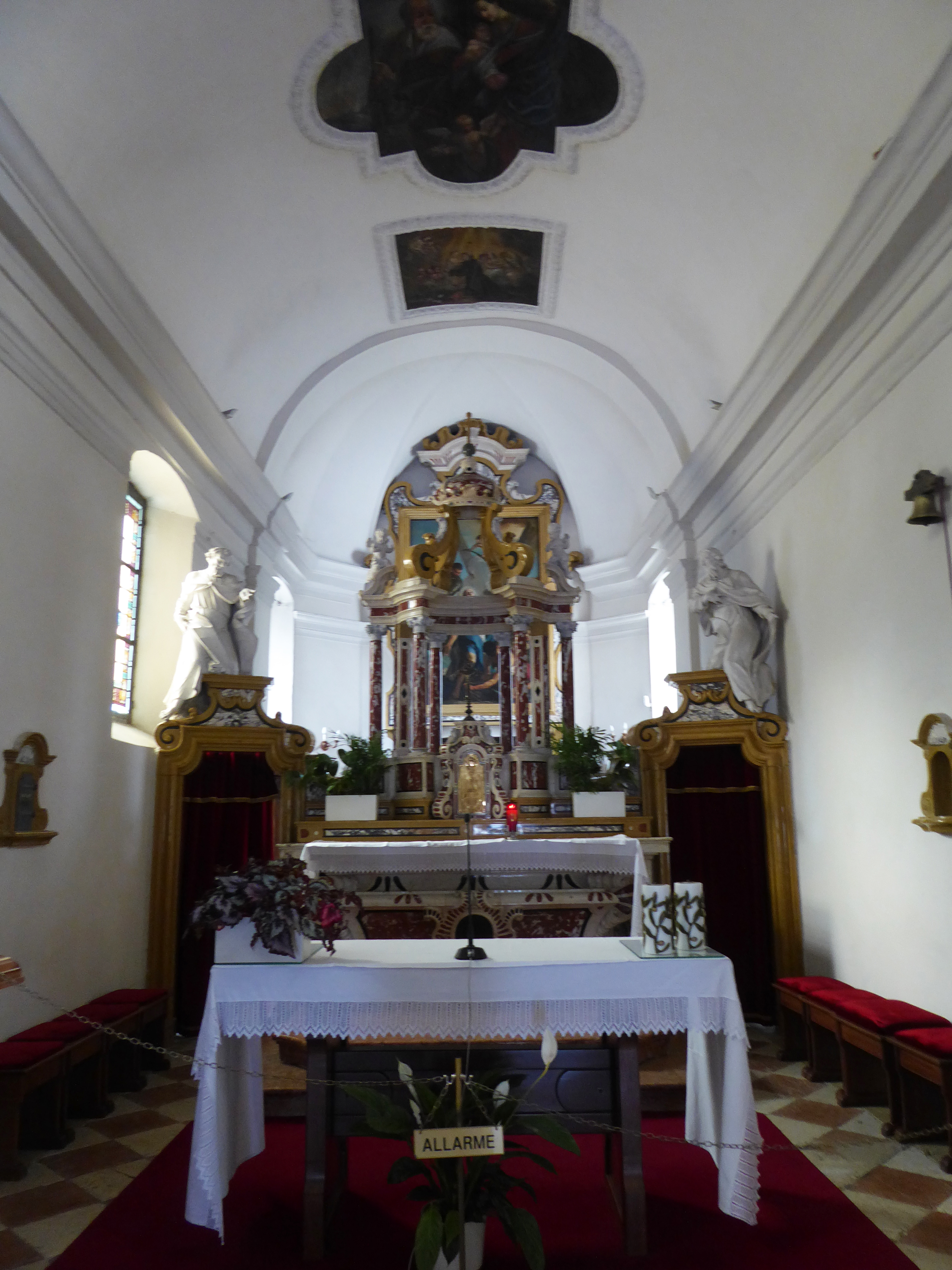
Presbiterio con mensa al popolo posta dopo l'adeguamento liturgico.

La prima citazione su un documento della chiesa a Torbole risale alla metà circa del XII secolo, e in quel momento era descritta come una semplice cappella. Fu nuovamente ricordata nel 1175 e nel 1183. In quest'ultimo caso la cappella venne descritta come sussidiaria dell'abbazia di San Lorenzo a Trento. Nel 1425, soppressa l'abbazia, venne posta alle dipendenze dirette della prepositura della cattedrale di San Vigilio.
Tra il 1450 e il 1497, mentre il territorio era sotto il dominio della Repubblica di Venezia dopo la memorabile impresa nota come Galeas per montes, l'edificio fu ampliato e poi, nel 1512, venne dotato di un altare laterale dedicato a Sant'Antonio. Nel 1666 la chiesa fu ulteriormente ampliata con una nuova abside e l'erezione della torre campanaria su progetto di Antonio Caminada. Fu oggetto di interventi di ammodernamento tra il 1674 e il 1675. Con l'arrivo delle truppe francesi, nel 1703, subì vari danni e fu necessario il suo restauro, nel 1707. La chiesa venne elevata a dignità curaziale nel 1741, dipendente dalla chiesa di San Vigilio, la pieve di Nago. Nella seconda metà del XVIII secolo fu sopraelevata la torre campanaria e fu eretta una nuova facciata.
Venne restaurata con un intervento importante nel 1890 e quindi venne consacrata il 12 settembre 1893 dal vescovo di Trento Giovanni Nepomuceno de Tschiderer. Durante la prima guerra mondiale l'edificio venne gravemente danneggiato e nel primo dopoguerra venne quasi completamente ricostruito. Venne elevata a dignità parrocchiale nel 1920. il terremoto del Friuli del 1976 fece sentire i suoi effetto anche in questa parte del Trentino e la chiesa ne subì vari danni. Fu oggetto di un completo restauro tra il 1997 e il 1998. 
Dal XXI secolo, gran parte delle funzioni della parrocchiale si svolgono nella chiesa di Santa Maria al Lago, di più facile accesso.

## Descrizione

### Esterni
Il luogo di culto, che mostra orientamento verso sud-est, si trova in posizione elevata e affacciata sul lago di Garda. La facciata è caratterizzata da quattro paraste con capitello corinzio che reggono il frontone mistilineo. Il portale di accesso è architravato e spora, in asse, si trova una  finestra cieca. La torre campanaria si trova in posizione arretrata sul lato sinistro.

### Interni
La sala è ripartitata in tre navate. La parte presbiteriale, che è stata adeguata alle indicazioni liturgiche conciliari, è leggermente rialzata.